# Eucereon seitzi
Eucereon seitzi là một loài bướm đêm thuộc phân họ Arctiinae, họ Erebidae.